# Lauri Markkanen
Lauri Elias Markkanen (Vantaa, 22 de maio de 1997) é um jogador finlandês de basquete profissional que atualmente joga pelo Utah Jazz na National Basketball Association (NBA).
Ele jogou na Universidade do Arizona e foi selecionado pelo Minnesota Timberwolves como a 7ª escolha geral no draft da NBA de 2017. Ele foi posteriormente incluído em uma troca para o Chicago Bulls. Após uma temporada com o Cleveland Cavaliers, Markkanen experimentou um ressurgimento de carreira em seu primeiro ano com o Jazz, ganhando sua primeira seleção para o All-Star Game e ganhando o Prêmio de Jogador que mais Evoluiu em 2023. Ele também liderou a Finlândia na Copa do Mundo de 2023. Após duas temporadas de sucesso com o Jazz, Markkanen assinou uma extensão de contrato de cinco anos com a franquia.
Markkanen foi nomeado o Atleta Finlandês do Ano em 2023, como o primeiro jogador de basquete a ganhar o prêmio.

## Início da vida e carreira
Markkanen cresceu em Jyväskylä e jogou seus primeiros anos na equipe local, HoNsU. Markkanen jogou pelo HBA-Märsky na 2° Divisão da Korisliiga de 2014 a 2016.

## Carreira universitária
Em 17 de outubro de 2015, Markkanen se comprometeu verbalmente com a Universidade do Arizona antes da temporada de 2016–17. Ele se tornou o primeiro jogador desde Mike Bibby a usar a camisa número 10. 
Em janeiro de 2017, a SB Nation o considerou "o melhor jogador de basquete universitário de 2,10 já visto". No mesmo mês, Markkanen foi selecionado como Jogador da Semana da Pac-12.
Em 12 de janeiro, ele marcou 30 pontos contra Arizona State. Ele também teve 13 rebotes contra Northern Colorado (21/11/16), Washington State (26/1/17) e Washington (18/2/17).
Em 6 de março de 2017, Markkanen foi selecionado para o Terceiro-Time All-American pela Associated Press, NBC Sports, USA Today e Sporting News.
No final de sua temporada de calouro, Markkanen anunciou sua intenção de renunciar aos três últimos anos de elegibilidade universitária e entrar no Draft da NBA de 2017.
Em sua única temporada em Arizona, ele teve médias de 15.6 pontos, 7.2 rebotes e 0.9 assistências.

## Carreira profissional

### Chicago Bulls (2017–2021)
Markkanen foi escolhido pelo Minnesota Timberwolves como a sétima escolha da primeira rodada do Draft da NBA de 2017. Na noite do draft, seus direitos foram negociados com o Chicago Bulls junto com Zach LaVine e Kris Dunn em troca de Jimmy Butler e os direitos de Justin Patton. Em 5 de julho de 2017, Markkanen assinou um contrato de 4 anos e US$20.3 milhões com os Bulls.
Em 19 de outubro de 2017, Markkanen estreou na NBA e marcou dezessete pontos. Em 24 de outubro, ele estabeleceu um recorde na NBA: mais cestas de 3 pontos nos três primeiros jogos da carreira com dez.
Em 19 de novembro, ele registrou 26 pontos e 13 rebotes contra o Phoenix Suns. Em 30 de dezembro, Markkanen registrou 32 pontos e sete rebotes na vitória por 119-107 contra o Indiana Pacers. Em 10 de janeiro de 2018, Markkanen jogou 46 minutos e marcou 33 pontos em uma vitória por 122-119 sobre o New York Knicks. Em 22 de janeiro, ele teve dezessete rebotes contra o New Orleans Pelicans. 
Depois de marcar dezessete pontos contra o Milwaukee Bucks em 28 de janeiro de 2018, Markkanen alcançou 721 pontos e superou Hanno Möttölä (715) como o maior artilheiro finlandês da NBA. Em 22 de maio de 2018, ele foi nomeado para a Equipe de Novatos da NBA.
Markkanen perdeu os primeiros 23 jogos da temporada de 2018-19. Em 28 de janeiro, ele teve 19 rebotes, o recorde de sua carreira, na derrota para o Brooklyn Nets. Em 8 de fevereiro, ele registrou 31 pontos e 18 rebotes na vitória sobre o Brooklyn. Em 23 de fevereiro, ele registrou 35 pontos, o recorde de sua carreira, e 15 rebotes na vitória sobre o Boston Celtics. Em 1º de março, ele registrou 31 pontos e 17 rebotes na vitória sobre o Atlanta Hawks.
Em 28 de março, Markkanen foi descartado pelo resto da temporada após um jogo contra o Toronto Raptors. Nos 52 jogos que disputou, ele foi o segundo da equipe com 18,7 pontos e o primeiro com 9,0 rebotes e 20 duplos-duplos (quarto na NBA).
Markkanen começou a temporada de 2019-20 registrando 35 pontos e 17 rebotes na derrota para o Charlotte Hornets, o maior número de pontos na estreia da temporada feito por um jogador do Chicago Bulls desde Michael Jordan em 1995.
Em 30 de janeiro de 2021, Markkanen marcou 31 pontos em uma derrota por 123-122 para o Portland Trail Blazers. Depois que os Bulls adicionaram os veteranos Daniel Theis e Nikola Vučević ao seu elenco para fortalecer sua quadra de ataque, Markkanen perdeu sua vaga de titular. Em 29 de março, Markkanen saiu do banco pela primeira vez durante a temporada e a segunda em seus 194 jogos na carreira. Ele terminou o jogo com 13 pontos, seis rebotes e uma assistência em 22 minutos em uma derrota por 116-102 para o Golden State Warriors.

### Cleveland Cavaliers (2021–2022)

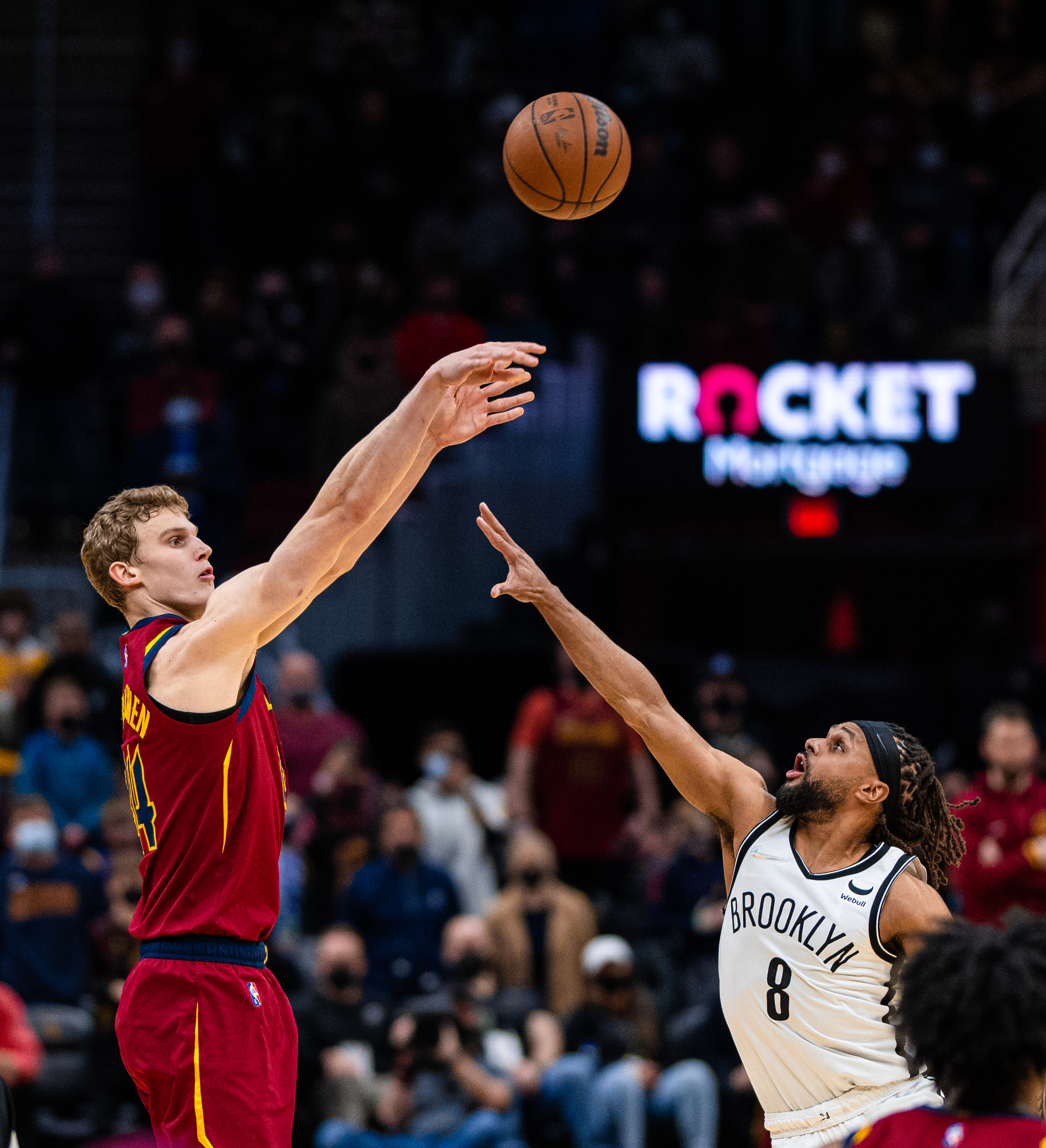
Markkanen tenta um arremesso de 3 pontos sobre Patty Mills em janeiro de 2022

Em 28 de agosto de 2021, Markkanen foi adquirido pelo Cleveland Cavaliers em um contrato de três equipes envolvendo também o Portland Trail Blazers.

### Utah Jazz (2022–Presente)
Em 1º de setembro de 2022, Markkanen foi negociado, junto com Ochai Agbaji, Collin Sexton, três escolhas de primeira rodada e mais duas escolhas, para o Utah Jazz em troca de Donovan Mitchell.
Em 18 de novembro, Markkanen marcou 38 pontos, o recorde da carreira, em uma vitória de 134–133 sobre o Phoenix Suns. Em 22 de dezembro, ele estabeleceu um recorde da carreira com nove cestas de três pontos, ao mesmo tempo em que empatou seu recorde da carreira de 38 pontos em uma vitória de 126–111 sobre o Detroit Pistons.
Em 5 de janeiro de 2023, Markkanen marcou um recorde da carreira com 49 pontos, além de oito rebotes, em uma vitória de 131–114 contra o Houston Rockets. Em 2 de fevereiro, ele foi nomeado para seu primeiro All-Star Game como reserva da Conferência Oeste. Markkanen também se tornou o primeiro All-Star nascido em um país nórdico. Em 10 de fevereiro, foi anunciado que Markkanen havia sido nomeado titular no All-Star como resultado das lesões de Stephen Curry e Zion Williamson. Em 23 de fevereiro, ele marcou 18 de seus 43 pontos no quarto período e pegou 10 rebotes em uma vitória de 120–119 na prorrogação sobre o Oklahoma City Thunder.
Em 24 de abril de 2023, Markkanen ganhou o Prêmio de Jogador que mais Evoluiu na temporada de 2022–23, vencendo Shai Gilgeous-Alexander e Jalen Brunson. Durante a temporada, Markkanen registrou 28 duplos-duplos em 66 jogos disputados, tornando-se seu recorde de temporada única.
Em 19 de novembro de 2023, Markkanen jogou 50 minutos em uma derrota de 140-137 na prorrogação dupla contra o Phoenix Suns, registrando 38 pontos, o recorde da temporada, e 17 rebotes, o recorde da temporada.
Em 15 de dezembro de 2023, foi relatado que Markkanen parecia não ser mais uma figura intocável no Jazz, em relação a quaisquer possibilidades de troca, à medida que o interesse nele crescia em toda a liga. Em 15 de janeiro de 2024, Markkanen foi nomeado o Jogador da Semana da Conferência Oeste pela primeira vez em sua carreira. Em 18 de janeiro de 2024, foi relatado que o Jazz está determinado a construir em torno de Markkanen a longo prazo como seu jogador de franquia e espera-se que ele renegocie e estenda seu contrato atual no verão de 2024. Ele perdeu a última parte da temporada em parte devido a uma lesão no ombro.
Em 7 de agosto de 2024, depois que Markkanen foi vinculado a especulações de troca para o Golden State Warriors durante todo o verão, ele assinou uma extensão de contrato com o Jazz, em um acordo de cinco anos e US$ 238 milhões, ultrapassando Kimi Räikkönen para se tornar o atleta finlandês com maior ganho de todos os tempos.
Em 23 de outubro, no primeiro jogo da temporada, Markkanen registrou 35 pontos e nove rebotes, em uma derrota por 126-124 contra o Memphis Grizzlies, o time treinado por seu compatriota Tuomas Iisalo.

## Carreira na seleção

### Seleção Junior

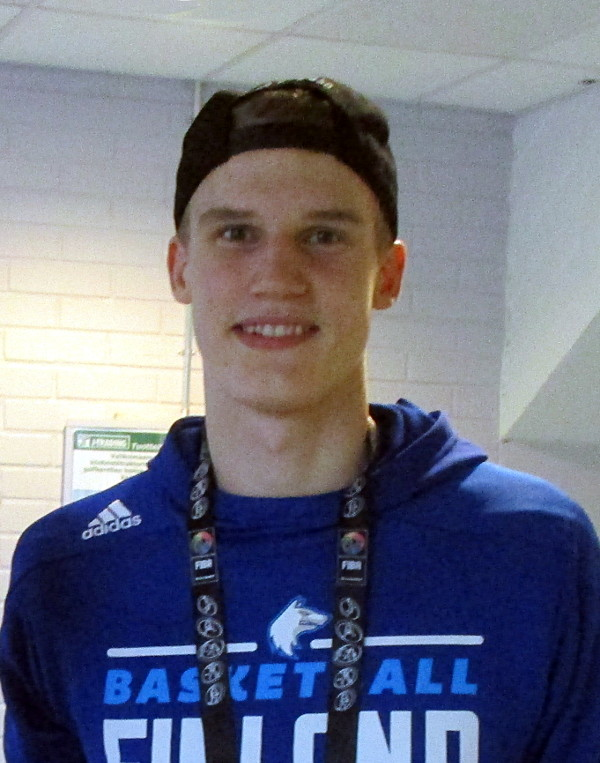
Markkanen com a Finlândia Sub-20 em 2016.

Markkanen fez sua estreia internacional com a seleção sub-18 da Finlândia no EuroBasket Sub-18 de 2015. Ele teve média de 18,2 pontos sendo o líder do campeonato. Ele foi o artilheiro do EuroBasket Sub-20 com média de 24,9 pontos e foi nomeado para a Equipe de Torneio.

### Seleção Sênior
Markkanen jogou com a Seleção Finlandesa no EuroBasket de 2017, realizado em seu país. Ele liderou sua equipe até as oitavas-de-final com médias de 19,5 pontos e 5,7 rebotes em 6 jogos.
Ele jogou seu segundo torneio EuroBasket em 2022. Nas oitavas de final, Markkanen marcou 43 pontos para liderar a Finlândia a uma vitória de 94–86 sobre a Croácia, estabelecendo um novo recorde histórico para um jogador finlandês no EuroBasket. A vitória também levou à primeira aparição da Finlândia nas quartas de final em 55 anos, a última em 1967. A Finlândia acabou perdendo nas quartas de final para a Espanha por 100–90. Em sete jogos, Markkanen teve médias de 27,9 pontos e oito rebotes.
Markkanen foi chamado pela Seleção Finlandesa para jogar na Copa do Mundo de 2023. No torneio, ele teve médias de 24,8 pontos e 8 rebotes em cinco jogos, mas após as derrotas na fase de grupos, a Finlândia terminou em 21º lugar entre 32 times.

## Estatísticas da carreira

### NBA

#### Temporada Regular
| Ano      | Equipe    | PJ  | PT  | MPJ  | AP   | 3P   | LL   | RT  | AS  | BR | TO | PPJ  |
| -------- | --------- | --- | --- | ---- | ---- | ---- | ---- | --- | --- | -- | -- | ---- |
| 2017–18  | Chicago   | 68  | 68  | 29.7 | .434 | .362 | .843 | 7.5 | 1.2 | .6 | .6 | 15.2 |
| 2018–19  | Chicago   | 52  | 51  | 32.3 | .430 | .361 | .872 | 9.0 | 1.4 | .7 | .6 | 18.7 |
| 2019–20  | Chicago   | 50  | 50  | 29.8 | .425 | .344 | .824 | 6.3 | 1.5 | .8 | .5 | 14.7 |
| 2020–21  | Chicago   | 51  | 26  | 25.8 | .480 | .402 | .826 | 5.3 | .9  | .5 | .3 | 13.6 |
| 2021–22  | Cleveland | 61  | 61  | 30.8 | .445 | .358 | .868 | 5.7 | 1.3 | .7 | .5 | 14.8 |
| 2022–23  | Utah      | 66  | 66  | 34.4 | .499 | .391 | .875 | 8.6 | 1.9 | .6 | .6 | 25.6 |
| 2023-24  | Utah      | 55  | 55  | 33.1 | .480 | .399 | .899 | 8.2 | 2.0 | .9 | .5 | 23.2 |
| Carreira | Carreira  | 403 | 377 | 30.8 | .456 | .373 | .858 | 7.2 | 1.4 | .6 | .5 | 17.9 |
| All-Star | All-Star  | 1   | 1   | 26.0 | .462 | .167 | –    | 7.0 | .0  | .0 | .0 | 13.0 |

#### Play-in
| Ano  | Equipe    | PJ | PT | MPJ  | AP   | 3P   | LL    | RT  | AS | BR  | TO | PPJ  |
| ---- | --------- | -- | -- | ---- | ---- | ---- | ----- | --- | -- | --- | -- | ---- |
| 2022 | Cleveland | 2  | 2  | 32.6 | .484 | .438 | 1.000 | 6.0 | .0 | 2.5 | .5 | 19.5 |

### Universitário
| Ano     | Equipe  | PJ | PT | MPJ  | AP   | 3P   | LL   | RT  | AS | BR | TO | PPJ  |
| ------- | ------- | -- | -- | ---- | ---- | ---- | ---- | --- | -- | -- | -- | ---- |
| 2016–17 | Arizona | 37 | 37 | 30.8 | .492 | .423 | .835 | 7.2 | .9 | .4 | .5 | 15.6 |

Fonte:

## Vida pessoal
Ele é filho de Pekka e Riikka Markkanen, que eram jogadores profissionais de basquete e tem dois irmãos, Miikka e um jogador profissional de futebol, Eero,.
Em fevereiro de 2018, Markkanen e sua esposa Verna Aho tiveram um filho juntos. Em outubro, eles tiveram o seu segundo filho.
Depois de ser selecionado no draft da NBA de 2017, Markkanen assinou um contrato de patrocínio de calçados de vários anos com a Nike. Em dezembro de 2023, Markkanen assinou um contrato estendido e atualizado com a Nike, incluindo calçados de edição pessoal personalizados, com "LM23" e "Finnisher" em cada calcanhar.
Markanen começou seu serviço militar obrigatório em 17 de abril de 2023, na base militar de Santahamina em Helsinque, Finlândia. Ele terminou seu serviço em 29 de setembro de 2023.
Markanen é fã de hóquei no gelo, tendo praticado o esporte casualmente com amigos várias vezes por semana enquanto crescia, e assiste aos jogos da National Hockey League quando pode. Em 8 de outubro de 2024, Markkanen foi um convidado especial durante o jogo inaugural do time de expansão da NHL, Utah Hockey Club, e se juntou ao proprietário Ryan Smith no gelo para a cerimônia de lançamento do disco.

## Prêmios e homenagens
- NBA Most Improved Player: 2023
- NBA All-Star: 2023
  - NBA All-Rookie Team:
    - Primeiro time: 2018